# Hermann Herter
Hermann Herter (* 16. Juni 1877 in Oberengstringen; † 7. Januar 1945 in Zürich) war ein Schweizer Architekt und Städteplaner, der in Zürich arbeitete.

## Leben
Herter wurde als Sohn eines Landwirts in Oberengstringen geboren. Er wurde beim Stadtbaumeister Gustav Gull ausgebildet und studierte als Hospitant am Polytechnikum Zürich Architektur. In freiberuflicher Tätigkeit nahm Herter an Wettbewerben teil, wie zum Beispiel für die Mustermesse Basel oder die Vertretung der Nationalbank in Luzern. Am Städtebauwettbewerb «Gross-Zürich» erreichte sein Projekt den zweiten Preis. Herter wurde 1919 Stadtbaumeister und hielt dieses Amt bis 1942 inne. Unter seiner Führung entstanden zahlreiche öffentliche Bauten und zwei Schwimmbäder. Ein besonderes Interesse hatte er am aufkommenden kommunalen Wohnungsbau.

## Werke

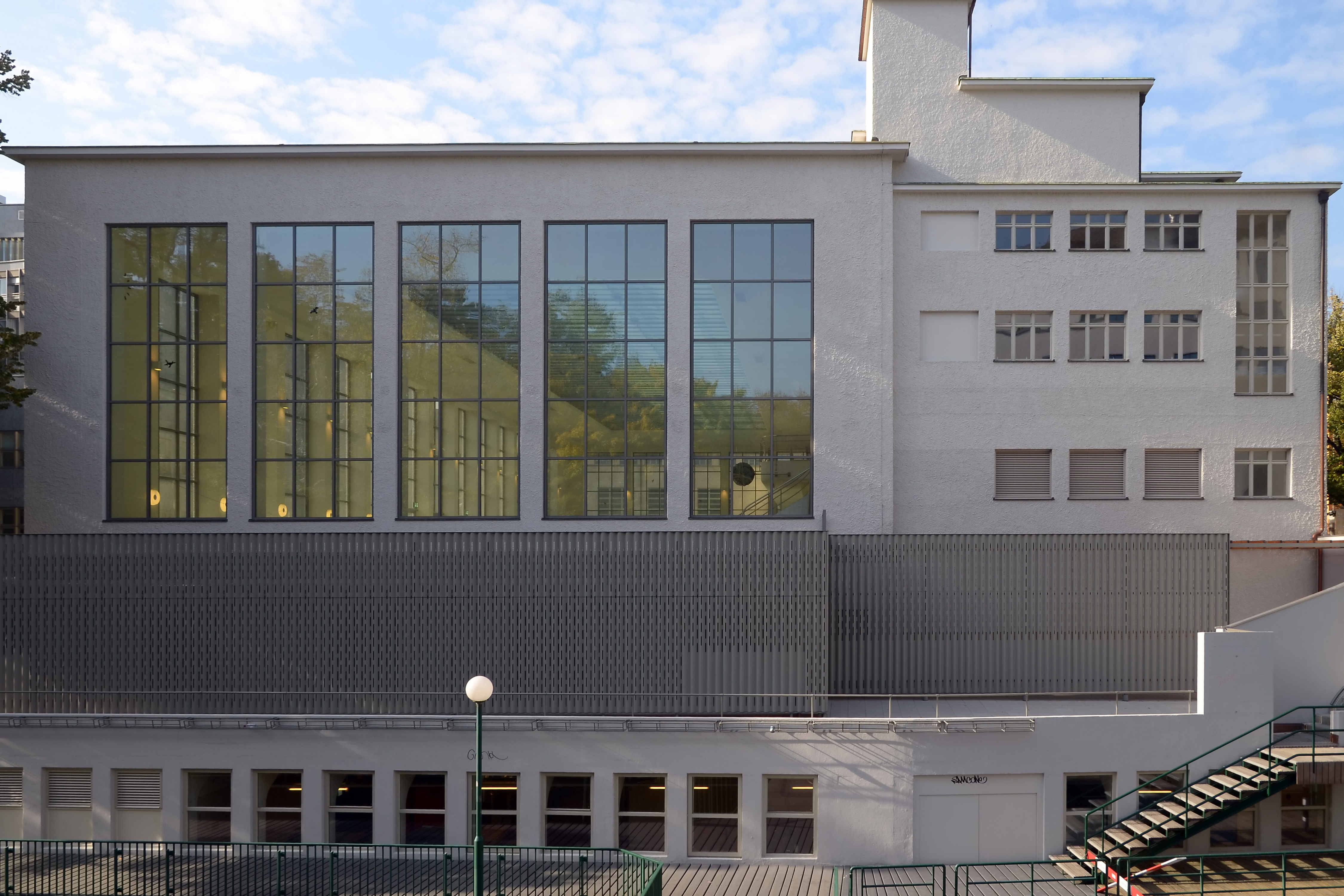
Hallenbad City, 1939–1941 (Bild 2012)

Bahnhof Zürich Wiedikon, 1927 (Bild 1963)

- 1927 Reiterbahnhof Zürich Wiedikon
- 1928 Tramwartehalle Paradeplatz
- 1930–1931 Sportanlage Sihlhölzli
- 1932 Schulhaus Waidhalde
- 1935 Amtshaus V
- 1935–1937 Brandwache Manesse
- 1938 Neugestaltung Bellevueplatz mit Tramwartepavillon
- 1939 Städtische Volksküche
- 1939 Strandbad Wollishofen
- 1939–1941 Hallenbad City

Jurymitglied bei:
- 1922 Bemalung Haus zum Rüden[2]
- 1938 Freibad Allenmoos

In Funktion des Städteplaners
- Platzwahl der Schweizerischen Landesausstellung 1939